# AMRSCOR Darter
Il Darter è il risultato dell'evoluzione del Kukri; è un missile aria-aria sudafricano a guida IR e designazione tramite il casco di volo del pilota. Le prestazioni e la testata sono state molto potenziate, come anche il peso complessivo. Probabile l'apporto di tecnologia israeliana per lo sviluppo dell'arma, eventualmente derivata da quella del Rafael Python.